# Феркашеле
Феркашеле (рум. Fărcașele) — село у повіті Олт в Румунії. Входить до складу комуни Феркашеле.
Село розташоване на відстані 136 км на захід від Бухареста, 31 км на південь від Слатіни, 53 км на схід від Крайови.

## Населення
За даними перепису населення 2002 року у селі проживали 1208 осіб, усі — румуни. Усі жителі села рідною мовою назвали румунську.